# Râul Rădeanca
Râul Rădeanca este un curs de apă, afluent al râului Topolița. 